# Austin Theory
Austin White, meglio conosciuto come Austin Theory (McDonough, 2 agosto 1997), è un wrestler statunitense sotto contratto con la WWE.
In carriera ha vinto due volte lo United States Championship, una volta il WWE Tag Team Championship insieme a Grayson Waller e l'edizione 2022 del Money in the Bank.

## Carriera

### WWE (2019–presente)

#### NXTeRaw(2019–2020)
Theory firmò con la WWE nel febbraio del 2018. Theory difese con successo il WWN Championship nell'aprile dello stesso anno contro Marcel Barthel ai WrestleMania Axxess. Il 15 agosto 2019 Theory venne mandato al WWE Performance Center, sebbene detenesse ancora il WWN Championship e l'Evolve Championship. Nella puntata di NXT del 25 dicembre Theory fece il suo debutto affrontando Roderick Strong per l'NXT North American Championship ma venne sconfitto.
Nella puntata di Raw del 30 marzo Theory debuttò nello show facendo squadra con Angel Garza e Seth Rollins venendo sconfitti da Kevin Owens e i Raw Tag Team Champions, gli Street Profits. Il 5 aprile, nella seconda serata di WrestleMania 36, Theory e Garza affrontarono gli Street Profits per il Raw Tag Team Championship ma vennero sconfitti. Nella puntata di Raw del 6 aprile Theory e Garza affrontarono nuovamente gli Street Profits per il Raw Tag Team Championship, ma vennero sconfitti per squalifica.
Nella puntata di Raw del 13 aprile Theory sconfisse Akira Tozawa, unendosi poi di fatto assieme a Angel Garza e allo United States Champion Andrade sotto la tutela di Zelina Vega. Nella puntata di Raw del 20 aprile, Theory venne sconfitto da Aleister Black in un match di qualificazione al Money in the Bank Ladder match. Nella puntata di Raw del 4 maggio Theory partecipò ad un Gauntlet match di qualificazione al Money in the Bank Ladder match, ma venne eliminato da Humberto Carrillo. Nella puntata di Raw del 18 maggio, reo di aver causato la sconfitta del suo team, Theory venne attaccato da Andrade e Angel Garza; più tardi, in quella serata, venne accolto da Seth Rollins e aiutò Murphy ad attaccare Aleister Black. In seguito, Theory venne sospeso a tempo indeterminato.

#### Ritorno adNXT(2020–2021)
Nella puntata di NXT del 26 agosto 2020 tornò nello show giallo avendo un confronto con Bronson Reed nel backstage. Nella puntata speciale NXT Super Tuesday II dell'8 settembre venne poi sconfitto da Reed. Il 6 dicembre, a NXT TakeOver: WarGames, Theory tornò a sorpresa favorendo la vittoria di Johnny Gargano nel Triple Threat match per l'NXT North American Championship che comprendeva anche il campione Leon Ruff e Damian Priest: Theory, mascherato da Scream, attaccò brutalmente Priest, mettendolo fuorigioco. La settimana dopo, si unì alla nuova stable di Johnny Gargano assieme a Candice LeRae e Indi Hartwell, la Way. Nella puntata di NXT del 20 gennaio 2021 Theory e Gargano vennero sconfitti da Kushida e Leon Ruff negli ottavi di finale del Dusty Rhodes Tag Team Classic.

#### Ritorno aRawe varie faide (2021–2022)
Il 1º ottobre, per effetto del Draft, passò al roster di Raw. Nella puntata di Raw del 4 ottobre finse di congratularsi con Jeff Hardy al termine del suo match perso contro lo United States Champion Damian Priest, per poi attaccarlo e farsi un selfie. La settimana dopo, Theory sconfisse abilmente Hardy, e la stessa medesima sorte toccò anche a Dominik e Rey Mysterio successivamente. Il 21 novembre, a Survivor Series, Theory partecipò al tradizionale 5-on-5 Survivor Series Elimination match come membro del Team Raw contro il Team SmackDown ma venne eliminato da Jeff Hardy. La sera dopo, a Raw, Theory ottenne da Mr. McMahon un match contro Big E per il WWE Championship ma ne uscì sconfitto.
Nella puntata di Raw del 20 dicembre perse contro Finn Bálor, subendo la sua prima sconfitta dal suo ritorno nel main roster. Il 29 gennaio a Royal Rumble, partecipò al match omonimo entrando col numero 3 ma venne eliminato da AJ Styles. Nella puntata di Raw del giorno dopo Theory trionfò Kevin Owens, inserendosi nell'Elimination Chamber match del successivo evento. Il 19 febbraio, ad Elimination Chamber, prese parte al match omonimo per il WWE Championship che comprendeva anche il campione Bobby Lashley, AJ Styles, Brock Lesnar, Riddle e Seth Rollins ma il match venne vinto da Lesnar. Il 3 aprile, nella seconda serata di WrestleMania 38, venne sconfitto da Pat McAfee con cui era in faida da tempo, aiutando tuttavia poco dopo Mr. McMahon a trionfare sullo stesso McAfee.

#### Titolo degli Stati Uniti d'America e il Money in the Bank (2022–2023)
Nella puntata di Raw del 18 aprile, Theory trionfò su Finn Bálor conquistando lo United States Championship, il suo primo titolo in WWE. Nella puntata di Raw del 9 maggio, venne sconfitto da Cody Rhodes per squalifica, mantenendo comunque la cintura statunitense. Il 30 maggio, a Raw, intervenne nel match tra Ciampa e Mustafa Ali causando la vittoria per squalifica di quest'ultimo, e poco dopo lo affrontò e sconfisse mantenendo il titolo. Successivamente, il 5 giugno, a Hell in a Cell, prevalse nuovamente su Ali mantenendo il titolo.
Il 2 luglio, a Money in the Bank, perse il titolo contro Bobby Lashley dopo 75 giorni di regno, ma più avanti nella serata si inserì nel Money in the Bank Ladder match che comprendeva anche Drew McIntyre, Madcap Moss, Omos, Riddle, Seth Rollins e Sheamus vincendo la contesa e la valigetta. Il 30 luglio, a SummerSlam, venne sconfitto da Bobby Lashley nella rivincita per lo United States Championship; più avanti, nella serata, tentò l'incasso del Money in the Bank durante il last man standing match per l'Undisputed WWE Universal Championship tra Roman Reigns e Brock Lesnar ma venne messo fuorigioco da quest'ultimo prima che potesse provare l'incasso. Il 7 novembre a Raw incassò il Money in the Bank su Seth Rollins per lo United States Championship ma, a causa dell'interferenza di Bobby Lashley, venne sconfitto.
Il 26 novembre, a Survivor Series WarGames, riconquistò lo United States Championship per la seconda volta sconfiggendo Seth Rollins in un triple threat match che comprendeva anche Bobby Lashley. Il 28 gennaio a Royal Rumble, partecipò all'incontro omonimo entrando col numero 25 ma venne eliminato da Cody Rhodes. Difese con successo il titolo anche ad Elimination Chamber nel match omonimo che comprendeva anche Bronson Reed, Damian Priest, Johnny Gargano, Montez Ford e Seth Rollins; riuscì infatti ad eliminare quest'ultimo grazie all'aiuto di Logan Paul nel finale. Il 1º aprile, a WrestleMania 39, Theory conservò la cintura statunitense contro John Cena. Il 6 maggio, a Backlash, Theory difese con successo la cintura statunitense in un triple threat match contro Bobby Lashley e Bronson Reed.
Il 1º maggio 2023, per effetto del Draft, Theory passò al roster di SmackDown. Debuttò a SmackDown nella puntata del 12 maggio venendo sconfitto da Bobby Lashley in un triple threat match, che comprendeva anche Sheamus, valevole per la semifinale del torneo per il nuovo World Heavyweight Championship. Il 26 maggio, a SmackDown, mantenne il titolo contro Sheamus, grazie all'aiuto dei Pretty Deadly. Due settimane dopo, sempre a SmackDown, prevalse su Jey Uso (grazie all'intervento del fratello Jimmy) mantenendo il titolo. Il 7 luglio, sempre a SmackDown, difese nuovamente la cintura contro Sheamus grazie all'ennesimo intervento dei Pretty Deadly. L'11 agosto, durante SmackDown, avrebbe dovuto difendere la cintura contro Santos Escobar ma lo attaccò, infortunandolo (kayfabe); venne poi, su decisione di Adam Pearce, affrontato e sconfitto da Rey Mysterio, perdendo il titolo dopo 258 giorni di regno.

#### A-Town Down Under (2023-presente)
Il 2 settembre 2023, a Payback, provò a riconquistare la cintura, ma Mysterio riuscì a trionfare. Nella puntata di SmackDown del 13 ottobre Theory e Grayson Waller affrontarono Cody Rhodes e Jey Uso per il Raw Tag Team Championship e lo SmackDown Tag Team Championship ma vennero sconfitti.
Il 27 gennaio a Royal Rumble, partecipò all'omonimo incontro entrando col numero 13 ma venne eliminato da Cody Rhodes.
Nella puntata di SmackDown del 22 marzo Theory e Grayson Waller sconfissero Luke Gallows e Karl Anderson ottenendo un posto per il match di qualificazione per il ladder match per l'Undisputed WWE Tag Team Championship a WrestleMania XL.
Il 6 aprile, a WrestleMania XL, Waller e Theory vinsero lo SmackDown Tag Team Championship in un six-pack tag team ladder match che comprendeva anche i New Catch Republic, il New Day, The Miz e R-Truth e i #DIY. Nel match era in palio anche il Raw Tag Team Championship, che venne vinto da R-Truth e The Miz (il 19 aprile il titolo venne poi rinominato WWE Tag Team Championship).
Persero le cintura nella puntata di SmackDown del 5 luglio contro i #DIY dopo 90 giorni di regno. Nella puntata successiva di SmackDown, persero la rivincita e fini la loro faida. L'otto ottobre, gli A-Town Down Under sono tornati a NXT sfidando Nathan Frazer e Axiom per l'NXT Tag Team Championship, ma non sono riusciti a vincere. Nella puntata di SmackDown del 24 gennaio, il general manager dello show blu, Nick Aldis, ha annunciato che Theory e Waller si sarebbero trasferito a Raw. Nello stesso periodo hanno preso parte ad alcuni episodi di NXT, a Vengeance Day hanno affrontato Oba Femi in un triple threat match per il NXT Championship, con la vittoria del campione.

## Personaggio

### Mosse finali
- Ataxia (Reverse leg hook STO)
- ATL – Austin Theory Launch/A-Town Down (Fireman's carry cutter)

### Soprannomi
- "Mr. Money in the Bank"
- "The Theory"
- "The Unproven One"
- "The Future of NXT"

## Titoli e riconoscimenti
- Black Gate Wrestling
  - Black Gate Wrestling Heavyweight Championship (1)
- The Crash Lucha Libre
  - The Crash Heavyweight Championship (1)
- Evolve
  - Evolve Championship (1)
- Full Impact Pro
  - FIP World Heavyweight Championship (1)
- Fire Star Pro Wrestling
  - FSPW Heavyweight Championship (2)
- Mucha Lucha Atlanta
  - MLA Global Championship (1)
- National Championship Wrestling
  - NCW Heavyweight Championship (1)
- National Dont H8 Pageantry Wrestling
  - National Dont H8 Ringmaster (1)
- Peachstate Wrestling Alliance
  - PWA Heritage Championship (1)
- Pro Wrestling Illustrated
  - 80º tra i 500 migliori wrestler singoli nella PWI 500 (2019)
- WWA4
  - WWA4 Heavyweight Championship (1)
- WWE
  - WWE United States Championship (2)
  - WWE Tag Team Championship (1)[37] – con Grayson Waller
  - Money in the Bank (edizione 2022)
  - NXT Year-End Award (1)
    - Future Star of NXT (edizione 2020)
- World Wrestling Network
  - WWN Championship (2)
- Xtreme Wrestling Alliance
  - XWA Heavyweight Championship (1)